# 明尼阿波利斯 (北卡羅萊納州)
明尼阿波利斯（英語：Minneapolis）是位於美國北卡羅萊納州埃弗里縣的非建制地區。

## 歷史
明尼阿波利斯的郵局自1892年營運至今。

## 地理
明尼阿波利斯所處的海拔為高於海平面1117米（即3665英呎），而該地所採用的時區為UTC-5，即北美东部时区（EST）。同時該地設有夏令時間，為UTC-5調快一小時，即UTC-4（EDT）。